# Presidència de Madràs
La Presidència de Madràs —சென்னை மாகாணம் en tàmil, చెన్నపురి సంస్థానము en telugu, മദ്രാസ് പ്രസിഡന്‍സി en malaiàlam, ಮದ್ರಾಸ್ ಪ್ರೆಸಿದೆನ್ಚ್ಯ್ en kannada, ମଦ୍ରାସ୍ ପ୍ରେସୋଦେନ୍ଚ୍ଯ, en oriya — també coneguda com a Madras Province i oficialment com a Presidència de Fort Saint George fou una de les províncies de l'Índia Britànica integrada per diversos districtes que eren territori britànic i com a dependència administrativa per cinc estats natius que no eren part de l'entitat:
- Travancore
- Cochin
- Pudukkottai
- Banganapalle
- Sandur.

## Geografia
L'estat de Mysore i la província de Coorg estaven rodejats per territori de la presidència però no en feien part. Exclosos els cinc estats la superfície era de 367.016 km² (més gran que la Gran Bretanya); els estats a més afegien uns 26.000 km² més. La fortalesa de Madràs fundada el 1640 era el fort Saint George (del nom del patró d'Anglaterra); fou construït sobre el llogaret de Madraspatam, que va donar nom a la ciutat, que fou la capital.
Físicament estava dividida en cinc parts:
1. La franja de costa occidental
2. L'altiplà central conegut com a Dècan
3. Les agències
4. La costa oriental fins al districte de Nellore
5. El sud

Les illes Laquedives, Amindives i Minicoy depenien també de la presidència.

## Població
La població era: 
- 1822: 13.476.923
- 1837: 13.967.395
- 1852: 22.031.697
- 1862: 24.656.509
- 1867: 26.539.052
- 1871: 31.220.973
- 1881: 30.827.218 (descens degut a la fam de 1876-1878)
- 1891: 35.630.440
- 1901: 38.209.436
- 1941: 49.341.810

### Demografia
| Districtes i Agències de la Presidència de Madras | Districtes i Agències de la Presidència de Madras | Districtes i Agències de la Presidència de Madras | Districtes i Agències de la Presidència de Madras | Districtes i Agències de la Presidència de Madras | Districtes i Agències de la Presidència de Madras | Districtes i Agències de la Presidència de Madras | Districtes i Agències de la Presidència de Madras | Districtes i Agències de la Presidència de Madras | Districtes i Agències de la Presidència de Madras | Districtes i Agències de la Presidència de Madras | Districtes i Agències de la Presidència de Madras |
| Districte                                         | Capital                                           | Àrea (en milles quadrades)                        | Any de incorporació                               | Població                                          | Població                                          | Població                                          | Població                                          | Població                                          | Població                                          | Població                                          | Població                                          |
| Districte                                         | Capital                                           | Àrea (en milles quadrades)                        | Any de incorporació                               | 1871                                              | 1881                                              | 1891                                              | 1901                                              | 1911                                              | 1921                                              | 1931                                              | 1941                                              |
| ------------------------------------------------- | ------------------------------------------------- | ------------------------------------------------- | ------------------------------------------------- | ------------------------------------------------- | ------------------------------------------------- | ------------------------------------------------- | ------------------------------------------------- | ------------------------------------------------- | ------------------------------------------------- | ------------------------------------------------- | ------------------------------------------------- |
| Anantapur                                         | Anantapur                                         | 5,557                                             | 1800                                              | 741,255                                           | 599,899                                           | 727,725                                           | 788,254                                           | 963,223                                           |                                                   |                                                   | 1,166,255                                         |
| Bellary                                           | Bellary                                           | 5,714                                             | 1800                                              | 911,755                                           | 726,275                                           | 880,950                                           | 947,214                                           | 969,436                                           |                                                   |                                                   |                                                   |
| Chingleput                                        | Saidapet                                          | 5,079                                             | 1763                                              | 938,184                                           | 981,381                                           | 1,202,928                                         | 1,312,122                                         | 1,321,000                                         |                                                   |                                                   |                                                   |
| Coimbatore                                        | Coimbatore                                        | 7,860                                             | 1799                                              | 1,763,274                                         | 1,657,690                                         | 2,004,839                                         | 2,201,752                                         |                                                   |                                                   |                                                   |                                                   |
| Cuddapah                                          | Cuddapah                                          | 8,723                                             | 1800                                              | 1,351,194                                         | 1,121,038                                         | 1,272,072                                         | 1,291,267                                         |                                                   |                                                   |                                                   |                                                   |
| East Godavari                                     | Cocanada                                          |                                                   | 1765                                              | -                                                 | -                                                 | -                                                 | -                                                 | -                                                 | -                                                 | 1,756,477                                         | 1,976,743                                         |
| Ganjam                                            | Berhampur                                         | 8,372                                             | 1765                                              | 1,520,088                                         | 1,749,604                                         | 1,896,803                                         | 2,010,256                                         |                                                   |                                                   |                                                   | -                                                 |
| Godavari                                          | Cocanada                                          | 7,972                                             | 1765                                              | 1,592,939                                         | 1,791,512                                         | 2,078,782                                         | 2,301,759                                         | 1,530,000                                         | 2,583,250                                         | -                                                 | -                                                 |
| Kistna                                            | Masulipatam                                       | 8,498                                             | 1765/1801                                         | 1,452,374                                         | 1,548,480                                         | 1,855,582                                         | 2,154,803                                         | 1,997,535                                         |                                                   |                                                   |                                                   |
| Kurnool                                           | Kurnool                                           | 7,878                                             | 1800                                              | 914,432                                           | 678,551                                           | 817,811                                           | 872,055                                           | 889,000                                           |                                                   |                                                   |                                                   |
| Madras                                            | Madras                                            | 27                                                | 1639                                              | 367,552                                           | 405,848                                           | 452,518                                           | 509,346                                           | 518,660                                           | 526,000                                           | 645,000                                           | 776,000                                           |
| Madura                                            | Madura                                            | 8,701                                             | 1761/1790/1801                                    | 2,266,615                                         | 2,168,680                                         | 2,608,404                                         | 2,831,280                                         | 1,861,000                                         |                                                   |                                                   |                                                   |
| Malabar                                           | Calicut                                           | 5,795                                             | 1792                                              | 2,261,250                                         | 2,365,035                                         | 2,652,565                                         | 2,800,555                                         | 3,015,119                                         |                                                   |                                                   |                                                   |
| Nellore                                           | Nellore                                           | 8,761                                             | 1781                                              | 1,376,811                                         | 1,220,236                                         | 1,463,736                                         | 1,496,987                                         | 1,296,000                                         |                                                   |                                                   |                                                   |
| Nilgiris                                          | Ootacamund                                        | 958                                               | 1799                                              | 49,501                                            | 91,034                                            | 99,797                                            | 111,437                                           | 80,000                                            |                                                   |                                                   |                                                   |
| North Arcot                                       | Chittoor                                          | 7,386                                             | 1781/1801                                         | 2,015,278                                         | 1,817,814                                         | 2,114,487                                         | 2,207,712                                         | 1,822,000                                         |                                                   |                                                   |                                                   |
| Salem                                             | Salem                                             | 7,530                                             | 1792                                              | 1,966,995                                         | 1,599,595                                         | 1,962,591                                         | 2,204,974                                         | 1,766,680                                         |                                                   |                                                   |                                                   |
| South Arcot                                       | Cuddalore                                         | 5,217                                             | 1781/1801                                         | 1,755,817                                         | 1,814,738                                         | 2,162,851                                         | 2,349,894                                         | 2,272,000                                         |                                                   |                                                   |                                                   |
| South Kanara                                      | Mangalore                                         | 4,021                                             | 1799                                              | 918,362                                           | 959,514                                           | 1,056,081                                         | 1,134,713                                         |                                                   |                                                   |                                                   |                                                   |
| Tanjore                                           | Tanjore                                           | 3,710                                             | 1799                                              | 1,973,731                                         | 2,130,383                                         | 2,228,114                                         | 2,245,029                                         | 2,362,639                                         |                                                   |                                                   |                                                   |
| Tinnevely                                         | Tinnevely                                         | 5,389                                             | 1761/1801                                         | 1,693,959                                         | 1,699,747                                         | 1,916,095                                         | 2,059,607                                         |                                                   |                                                   |                                                   |                                                   |
| Trichinopoly                                      | Trichinopoly                                      | 2,632                                             | 1781/1801                                         | 1,200,408                                         | 1,215,033                                         | 1,372,717                                         | 1,444,770                                         |                                                   |                                                   |                                                   |                                                   |
| Vizagapatam                                       | Waltair                                           | 17,222                                            | 1794                                              | 2,159,199                                         | 2,485,141                                         | 2,802,992                                         | 2,933,650                                         |                                                   | 2,231,874                                         |                                                   |                                                   |
| West Godavari                                     | Eluru                                             |                                                   | 1765                                              | -                                                 | -                                                 | -                                                 | -                                                 | -                                                 | -                                                 |                                                   |                                                   |
| Total                                             | Madras                                            | 141,705                                           |                                                   | 31,220,973                                        | 30,827,218                                        | 35,630,440                                        | 38,209,436                                        | 41,870,160                                        | 42,794,155                                        | 46,740,107                                        | 49,341,810                                        |
| Principats natius de la Presidència de Madras     |                                                   |                                                   |                                                   |                                                   |                                                   |                                                   |                                                   |                                                   |                                                   |                                                   |                                                   |
| Banganapalle                                      | Banganapalle                                      | 255                                               |                                                   | 45,208                                            | 30,754                                            | 34,596                                            | 32,264                                            |                                                   |                                                   |                                                   |                                                   |
| Cochin                                            | Cochin                                            | 1,362                                             |                                                   | 601,114                                           | 600,278                                           | 722,906                                           | 812,025                                           | 979,080                                           | 918,110                                           | 1,205,016                                         | 1,422,875                                         |
| Pudukkottai                                       | Pudukkottai                                       | 1,100                                             |                                                   | 316,695                                           | 302,127                                           | 373,096                                           | 380,440                                           | 411,886                                           |                                                   | 400,694                                           |                                                   |
| Sandur                                            | Sandur                                            | 161                                               |                                                   | 14,996                                            | 10,532                                            | 11,388                                            | 11,200                                            |                                                   |                                                   |                                                   |                                                   |
| Travancore                                        | Trivandrum                                        | 7,091                                             |                                                   | 2.311.379                                         | 2.401.158                                         | 2.557.736                                         | 2.952.157                                         | 3.428.975                                         | 4.006.062                                         | 5.095.973                                         | 6.070.018                                         |
| Font: The Imperial Gazetteer of India             |                                                   |                                                   |                                                   |                                                   |                                                   |                                                   |                                                   |                                                   |                                                   |                                                   |                                                   |

## Llengua i religió
Les llengües principals eren el tàmil, el telugu, el malayalam, el canarès, l'oriya i l'hindi. Les quatre primeres són llengües dravídiques. L'informe del 1901 establia 450 castes i tribus dins la presidència. En religió el 89% eren hinduistes, el 6% musulmans, el 3% cristians, i el 2% animistes. Hi havia també petits grups de jains (27000), parsis, budistes i altres; el petit grup d'ismaïlites estaven inclosos dins els musulmans.
Quant a les religions cristianes, la tradició parla de la visita de sant Tomàs apòstol, llegendària, però el primer cert és l'arribada dels franciscans portuguesos a la costa occidental el 1500; els jesuites hi van arribar el 1542 i el primer missioner fou Sant Francesc Xavier que va predicar a Tinnevelly i fou enterrat a Goa el 1553. El 1606 Robert de Nobili va fundar la missió de Madura a la qual també va pertànyer De Britto (martiritzat el 1693) i Beschi, el gran erudit tàmil; els jesuïtes foren suprimits el 1773 i l'orde no es va restablir fins al 1814 i en aquestos anys les missions van entrar en decadència. Tipu Sultan va deportar a trenta mil cristians de la costa occidental cap a Mysore; sota domini britànic la llibertat religiosa es va restablir. Les missions protestants van proliferar; no obstant la primera fou la missió danesa a Tranquebar establerta per Ziegenbalg el 1705. Swartz i Rhenius hi van pertànyer. Des dels primers temps van tenir el suport de la Societat religiosa anglesa per la Promoció del Coneixement del Cristianisme i la Societat per la Propagació de l'Evangeli; la primera va enviar els seus primers missioners el 1728; el 1804 van arribar els missioners de la Societat Missionera de Londres i el 1814 els de la Societat de l'Església Missionera; el 1818 va arribar la Societat Missionera Wesleyana i el 1834 la Missió Americana de Madura i la Missió Evangèlica de Basilea; finalment les missions Baptista Telugu, Església Lliure d'Escòcia, Missió Luterana de Leipzig, Missió Luterana Evangelista Americana, Missió d'Arcot, missió de l'Església Reformada d'Amèrica i missió Baptista Canadenca.

## Fams
Hi ha poca informació de les fams antigues. Se sap que hi va haver fams el 1633, 1647-1648, 1659-1662, 1677, 1709-1720, [1729] a 1733 (escassedat) i 1782-1783 (per les devastacions d'Haidar Ali, a Madras sol morien unes 1500 persones al dia). Posteriorment les principals foren:
- 1791-1792 a Ganjam, Vizagapatam i Masulipatam.
- 1806-1807 a Nellore, North Arcot i Chingleput, i menys severament al Dècan i South Arcot.
- 1823-1824 al Dècan, Vizagapatam, Guntur, Nellore, North i South Arcot, Madras i Salem.
- 1832-1834 (coneguda com "La Fam de Guntur") a Guntur, Nellore, Masulipatam, Cuddapali, Bellary i North Arcot.
- 1853-1854 a Bellary.
- 1865-1866 a Ganjam, Bellary, North Arcot i Madura.
- 1876-1878 (coneguda com "La Gran Fam") al Dècan, Nellore, Chingleput, Salem i Coimbatore.
- 1884-1885 a Bellary i Anantapur.
- 1888-1899 a Ganjam.
- 1891-1892 al Dècan, Nellore, Chingleput, North Arcot, Salem, Coimbatore i Tinnevelly.
- 1896-1897 al Dècan, Ganjam, Vizagapatam i part de Godavari.
- 1899-1900 al Dècan i part de Kistna i Nellore
- 1901 a parts de Cuddapah, Anantapur, Chingleput i North Arcot.

Les més fortes foren la Fam de Guntur quan van morir 150.000 persones, i la Gran Fam que va durar 22 mesos i va matar a tres milions de persones.

## Policia
La policia de la presidència estava dirigida per un cap que era l'Inspector general de policia. El departament estava dividit en diverses branques controlades per secretariats cadascun dels quals estava sota control d'un dels tres membres del govern de la presidència.

## Govern
El govern estava format per tres membres: el president o governador i el seu consell de dos membres del Servei Civil de l'Índia nomenats tots per la corona britànica. Formaven el govern local i el de la presidència al mateix temps. Cadascun tenia al seu càrrec algun departament però les ordes importants s'emetien com del Governador en consell (Governor-in-Council) o per dos membres. El secretariat estava dividit en les següents branques:
- Dirigides pel cap dels secretariats del govern
  - Finances
  - Política
  - Judicial
  - Pública
  - Eclesiàstica
  - Marina
  - Pensions
- Dirigida pel cap de recaptació
  - Recaptació (amb l'Oficina de Recaptacio o Board of Revenue)
- Dirigida pel Tercer Secretari
  - Local
  - Municipal
  - Educació
  - Legislació
- Dirigida pel cap d'obres públiques
  - Obres públiques, carreteres i edificis
- Dirigida pel cap d'Irrigació
  - Irrigació
- Dirigida pel cap de Ferrocarrils
  - Ferrocarrils

L'administració dels districtes corresponia als col·lectors dels quals n'hi havia 22 (petites variacions en nombre per creació o supressió de districtes); cada districte tenia una mitjana de 7000 km² i quasi dos milions d'habitants. Generalment el col·lector era també magistrat però el cap judicial era el Jutge de Sessions. El col·lector tenia funcions administratives (recaptació, duanes, monopolis, i supervisió de magistrats, i dels diversos departaments relacionats amb boscos, irrigació, policia, presons, educació, sanitat, hospitals, vacunació i similars). Cada districte estava format per tres o quatre subdivisions sota oficials de divisió o subcol·lectors, generalment encarregats de la recaptació i impostos. Les subdivisions estaven dividides en tehsils (tahsil) o talukes dirigits per tahsildars; les talukes o tahsils estaven dividits en firkes (singular firka) amnb un inspector de recaptació a cadascuna, i finalment en pobles; cada poble tenia un cap responsable de recaptació i amb alguna atribució judicial per casos menors. Hi havia en total 84 subdivisions (amb una mitjana de 4.370 km² i 455.000 habitants), 231 talukes (mitjana de 1590 km² i 165.000 habitants), 657 firkes i uns 55.000 pobles. El col·lector, el jutge de sessions i els oficials de divisió formen l'estat major junta amb l'Enginyer executiu, l'oficial de boscos del districte, el cap mèdic del districte i oficial sanitari, i el superintendent de policia. Una posició en mig de l'estat major i el govern municipal l'ocupa l'Enginyer de Fons Locals encarregats de carreteres, ponts i petites obres.
Els estats de Travancore, Cochin, Pudukkottai, Banganapalle i Sanhur depenen de la presidència. El maharajà de Travancore i els rages de Cochin i Pudukkottai tenen salutacions de 19, 17 i 11 canonades respectivament i disposaven d'un petit nombre de soldats i fins vers el 1901 van encunyar moneda. Travancore i Cochin foren reconeguts principats al segle XVII i van signar tractats amb la Companyia Britànica de les Índies Orientals. Els altres tres estats eren posseïts per sanads. Pudukkottai fou concedit per serveis als britànics en les guerres del segle XVIII. Banganapalle era un estat feudatari quan el nizam el va cedir a la Companyia i va restar en la mateixa posició envers els britànics; Sandur fou originalment feudatari dels marathes i va poder subsistir per especial concessió dels britànics per l'antiguitat de la possessió per la família reial. Els tribus eren 8 lakhs per Travancore i 2 lakhs per Cochin. Cada estat tenia un resident, i els de Travancore i Cochin eren responsables davant el govern de la presidència. Els residents dels altres tres eren els col·lectors dels districtes més propers (Trichinopoly, Kurnool i Bellary).

## Legislació
Les lleis en vigor eren les regulacions locals establertes abans de 1834, la Indian Councils Acts de 1861 i 1892, (que establia consells generals amb els tres membres del govern, l'advocat general, i entre 8 i 20 membres nomenats pel governador-president; segons la regulació del 1892 almenys 9 dels 20 membres havien de ser oficials i la resta podien no ser-ho i set representaven a:
- Comissionat Municipal de Madras Ciutat
- Senat de la Universitat
- Cambra de Comerç
- Les Municipalitats del nord
- Els consells o oficines de districte (District Boards) dels districtes del nord
- Les Municipalitats del sud
- Els consells o oficines de districte (District Boards) dels districtes del sud

Les lleis principals adoptades per la presidència eren: la Forest Act (V de 1882), District Municipalities Act (IV de 1884), Local Boards Act (V de 1884), i la Madras City Municipal Act, 1904.

## Justícia
La justícia civil estava a la ciutat de Madras en mans de tres corts civils: la Petita Cort (per sobre de 2000 rúpies de quantia) la Cort de Ciutat (per quantia superior a 2.500 rúpies a la ciutat) i l'Alta Cort, d'apel·lació de les anteriors. Fora de Madras les corts eren de cinc classes: de poble, fiscals, munsif de districte, jutges subordinats i corts de districte. Les corts de poble eren dirigides pels caps locals; els munsifs de districte podien revisar les seves sentències; els jutges fiscals eren els oficials de divisió i tractaven sobre temes de la terra, podent ser apel·lats a la cort de districte i a l'alta cort. Els munsifs jutjaven els afers per sobre de 50 rúpies en els casos menors (no apel·lables) i per sobre de 2.500 rúpies en justícia ordinària (apelables a la cort de districte i a l'alta cort); els jutges de districte tenien autoritat sobre afers de més de 5000 rúpies i d'apel·lació per menys d'aquesta quantitat. El 1904 hi havia 5.236 corts de poble, 63 fiscals, 142 munsifs, 24 jutges subordinats i 23 jutges de Districte.
La justicia criminal a Madras estava dividida segons la gravetat en jutges de primera classe, de segona classe i magistrats. La decisió de cadascuna podia ser apel·lada a la següent i la final a l'alta cort i al govern de la presidència. Fora de Madras hi havia jutges de poble, bench (honoraris), cantonment, jutges subordinats, jutges de subdivisió, magistrats de districte i jutges de sessió (els mateixos que són jutges de Districte). El 1904 hi havia 4.370 jutgas de pobles, 58 benchs, 4 jutges de cantonment, 47 jutges especials, 471 jutges subordinats, 91 jutges de subdivisió, 23 magistrats de districte i 22 jutges de sessió.

## Terra
Els possidors de terres en zamindari (els zamindars), com a representants de l'estat al seu territori, disposaven de poders de recpatació; més limitadament tenien el mateix dret els inamdars (que tenien la terra en inamdari). El 29% de les terres estaven en mans dels zamindars. Les terres en ryotwari (posseïdor el ryot), és a dir lliures per venda i directament dependents del govern que cobrava la renda, eren les més nombroses; els zamindaris es posseïen pels zamindars com intermediaris entre el govern i els cultivadors subarrednataris i incloïen jagirs (feus a canvi de tribut o serveis) i terres in inam; els inamdaris podien ser terres en sistema roytwari o zamindari, o fins i tot sensa renda o renda reduïda o terres concedides per finalitats caritatives, religioses, de servei públic, servei militar i altres, formaven el 16%; els inamdaris (del inamdar) eren a perpetuïtat subjectes al pagament de la renda si s'esqueia.
Vegeu també: Zamindars de la presidència de Madras

## Divisió administrativa
El 31 de març de 1904 estava dividida en 21 consells de districtes (un per cada districte excepte Madras que tenia corporació municipal), 80 consells de taluka, 379 patichayats. Dels 657 membres dels consells de districte 307 eren elegits pels consells de les talukes i la resta, i tots els membres dels consells de les talukes i els panchayats eren membres ex officio o nomenats pel governador. El 1905 es va formar el districte de Koraput segregat del gran districte de Vizagapatam. Els 60 consells municipals estaven formats per 944 membres dels quals 426 eren nomenats pel governador, 450 eren elegits pels contribuents, i 68 eren membres ex-officio; 208 eren oficials i 736 no oficials; 172 eren europeus i 772 natius; a 38 dels consells el president era un no oficial.
Hi havia dues ciutats (municipalitats) de més de cent mil habitants el 1901: Madura o Madurai i Trichinopoly; tres de menys de deu mil (Anantapur, Kodaikanal i Coonoor) i la resta estava entre 10.000 i 76.868.
Els 23 districtes classificats per regions el 1905 eren:
- Costa oriental i agències
  - Districte de Ganjam (a Orissa 1936)
  - Districte de Vizagapatam
  - Districte de Godavari (dividit en els districtes d'East Godavari i West Godavari el 1925)
  - Districte de Kistna
  - Districte de Nellor
  - districte de Koraput (des de 1905 segregat de Vizagapatam; a Orissa 1936)
- Dècan
  - Districte de Cuddapah
  - Districte de Kurnool
  - Districte de Bellary
  - Districte d'Anantapur
- Sud:
  - Districte de Madras (ciutat)
  - Districte de Chingleput
  - Districte de North Arcot
  - Districte de Salem
  - Districte de Coimbatore
  - Districte de South Arcot
  - Districte de Tanjore
  - Districte de Trichinopoly
  - Districte de Madurai o Madura
  - Districte de Tinnevelly
- Costa occidental
  - Districte de Nilgiris
  - Districte de Malabar
  - Districte de South Kanara

A més hi havia els cinc estats natius ja esmentats.

## Història
La primera evidència històrica deriva dels edictes d'Asoka descoberts a Jaugada al districte de Ganjam i a un poble de Mysore prop del límit amb Bellary, datats vers 250 aC, els que indicaria que almenys la meitat nord de la presidència era part de l'imperi Maurya. El sud estava dividit entre els Pandyes de Madura (a l'extrem sud), els coles que governaven els territoris al nord dels anteriors, i els Cheres (kerales) que governaven la costa oest. Després dels mauryes van arribar per un costat els pallaves de Conjeeveram que van dominar la costa oriental fins a Orissa; i per altres els andhres, budistes que van deixar la gran stupa d'Amaravati i altres edificis budistes.
Al segle V els chalukyes van començar a adquirir poder al Dècan occidental; al segle VII es van dividir en dues branques, chalukyes occidentals i chalukyes orientals; aquestos darrers van conquerir el regne pallava de Vengi (entre el Kistna i el Godavari, i el sud de Kalinga), i s'hi van establir.
Al mateix temps al sud-oest del Decan i nord de Karnataka, els kadambes, amb capital a Banavasi (North Kanara) van arribar al poder; van derrotar els pallaves de Conjeeveram i van lluitar contra els chalukyes orientals. Aquestos també van tenir l'oposició dels rashtrakutes de Malkhed que finalment van triomfar i van dominar el Dècan occidental vers 750 i fins vers el 950.
Al final d'aquest període altre cop els chalukyes (occidentals) van adquirir l'hegemonia que van mantenir fins al 1189 quan foren derrocats per dos dels seus feudataris, els yadaves de Deogiri i els hoysales de Dorasamudra (moderna Halebid).
Mentre al sud i est els coles de Tanjore van estendre els seus dominis. Van derrotar a pallaves (els dominis dels quals van annexionar) i pandyes (que van esdevenir tributaris) i el 999 van conquerir les possessions costaneres dels chalukyes orientals. L'expansió cola a l'oest fou aturada pels hoysales i al final del segle XII el seu territori al nord fou conquerit pels ganpatis de Warangal.
Al final del segle XIII les tres grans dinasties eren els hoysales, els coles i els pandyes però a l'inici del segle XIV va aparèixer un nou poder, el sultanat de Delhi. El 1303 el sultà khalji de Delhi va enviar una primera expedició al Dècan i set anys després l'exèrcit dirigit per Malik Kafur, va assolar la regió. Yadaves, hoysales, ganpatis, coles i pandyes foren un per un derrotats i suprimits; l'anarquia va imperar al sud en la disputa per cobrir el buit de poder que es va lliurar entre governadors musulmans, representants de les antigues famílies reials, i caps locals lluitant per la supremacia, i d'aquesta situació va emergir el regne de Vijayanagar, que des de la seva capital a Hampi (districte de Bellary) van dominar la regió per més de 200 anys i van aturar l'expansió musulmana cap al sud.
L'eclosió del seu poder fou molt ràpid; gran nombre de caps hindús van acceptar la sobirania dels reis de Vijayanagar com única alternativa als musulmans; un segle i mig després governaven entre el Kistna i el Cap Comorin. El poder màxim fou durant el rei Krishna Deva (1509-30). Els gran oponents de la dinastia foren els sultans bahmànides de Gulbarga (des de 1347) i dos dels estats successors, el sultanat de Bijapur i el sultanat de Golconda. El 1565 els sultanats musulmans van formar una lliga que va derrotar el rei de Vijayanagar a la batalla de Talikota i van arrasar Vijayanagar fent fugir al rei.
L'imperi ja no es va recuperar; els governadors es van establir a poc a poc com sobirans independents i es va viure un segon període d'anarquia, emergint petits sobirans locals (naiks o nayaks i poligars). Els principals d'aquestos sobirans foren els nayaks de Madura. Bijapur va dominar fins al riu Tungabhadra i Golconda va seguir la mateixa línia més a l'est. A la meitat del segle XVII els sultans de Bijapur dominaven fins al Carnàtic. Fou sota la dinastia adilshàhida de Bijapur que van emergir els marathes: el pare de Sivaji fou un general de Bijapur. El mateix Sivaji el 1646 es va revoltar i es va fer independent. Es va coronar el 1674 a Raigarh al Konkan.
El 1686 l'emperador mogol Aurangzeb va conquerir Bijapur i l'any següent Golconda. El 1689 va conquerir Raigarh, la capital maratha, i va capturar a Sambhaji, el fill i successor de Sivaji, al que va fer matar; però el poder maratha va seguir en ascens i els seus successors van cobrar tribut en diverses parts del Dècan i altres parts del sud.
El 1724 el nizam al-Mulk Asaf Jah, virrei del Dècan, es va fer independent. Ell i els seus successors són coneguts com els subadars o nizams de Dècan o Hyderabad; el seu virrei al sud era el nawab del Carnàtic o nawab d'Arcot. Al mateix temps el regne hindú de Mysore, el més poderós dels que havien resultat de l'enfonsament de Vijayanagar, va començar a destacar. Un soldat de fortuna musulmà, Haidar Ali, va usurpar el poder el 1761 i va començar l'expansió encara més enèrgicament.
Al mateix temps els europeus havien començat a establir posicions. Els portuguesos eren els més antics, arribats el 1498 i establerts al segle XVI a Calicut i Goa, però foren suplantats en molts llocs pels holandesos al segle XVII; no obstant aquestos estaven més preocupats del comerç que d'establir un imperi i aviat van abandonar la cursa per dominar l'Índia. Els francesos s'havien establert a Madagascar però la van abandonar el 1672 en favor de les illes Maurici i Borbó (Reunion) i més tard (1674) van anar a l'Índia on François Martin va fundar Pondicherry. El 1741 Dupleix va assolir el govern i fou el gran defensor de l'imperi francès a l'Índia.
Els primers establiments anglesos foren a Nizampatam i Masulipatam, llocs on el capità Hippon del vaixell Globe va desembarcar el 1611 i va fundar factories. Cinc anys després es van establir factories a la costa occidental a Cragnanor i Calicut amb permís del zamorin; el 1619 es va establir un altres factoria a Pulicat, però l'oposició dels holandesos va aconsellar el seu abandonament. El 1625, dos anys després de la matança d'anglesos pels holandesos a Amboina, els agents de la Companyia Britànica de les Índies Orientals a Bantam (Java) van enviar vaixells a Armagon al districte de Nellore i van fundar un establiment comercial. El 1639 degut a les molèsties causades pels delegats del sultà de Golconda als oficials de la Companyia, Francis Day, l'oficial en cap a Armagon, va obtenir la cessió d'un cap local de Chandragiri, feudatari teòric de la dinastia de Vijayanagar, la cessió d'un territori on es va construir Fort Saint George (1640) que el 1642 va esdevenir el quarter general de la companyia a la costa de Coromandel. El 1652 fou elevada a presidència independent de Bantam (1652-1655) i el 1658 les factories de Bengala van ser posades sota les seves ordes. Madras fou constituïda formalment en presidència el 1684. El 1690 els britànics van comprar als marathes la terra en la que es va construir el fort Saint David, prop de Cuddalore, i al final de segle hi havia factories a Porto Novo, Madapollam, Vizagapatam, Anjengo, Tellicherry i Calicut.
Fins al 1740 van aconseguir evitar conflictes però el 1741 la guerra de successió austríaca va portar a la guerra amb França, que va acabar amb la conquesta de Pondicherry el 1761 i el Tractat de París (1763). En aquesta guerra l'esdeveniment més notable fou la conquesta de Madras per Mahé de La Bourdonnais, subordinat de Dupleix, el 1746; el governador i els principals mercaders foren portats presoners a Pondicherry. Fort Saint David va esdevenir per un temps el quarter general britànic al sud de l'Índia i seu del president de Madras, la qual va quedar sota un gopvernador francès. El 1749 sota el tractat d'Aix-la-Chapelle, Madras fou retornada als britànics i la companyia va reforçar les fortificacions de manera que fos quasi impossible una nova conquesta.
Després de la pau de 1749 les forces franceses i angleses van seguir enfrontades per mitjà dels poders locals interposats: cada part donava suport a un pretendent al títol de nawab del Carnàtic i el mateix amb el càrrec de nizam d'Hyderabad. Si pel costat francès Dupleix havia estat l'ànima de l'imperi gal de l'Índia, pel costat anglès ho foren Robert Clive i Stringer Lawrence. El 1757 la guerra es va reprendre a Europa, i quan es va saber, a l'Índia. Els francesos van conquerir les fortaleses angleses a Vizagapatam, Fort St. David i Devikottai (aquesta darrera concedida als britànics pel raja maratha de Tanjore) i el 1758 van assetjar Madras; però aquesta vegada no van tenir èxit i finalment es van retirar. Mentre el coronel Forde, enviat per Clive des de Bengala cap als Circars Septentrionals, va derrotar els francesos a Condore i va conquerir Masulipatam. La victòria va suposar la cessió a la companyia d'un territori considerable a l'entorn d'aquesta darrera ciutat i va acabar després de moltes vicissituds amb l'ocupació i la cessió als britànics de tots els Circars Septentrionals per l'emperador mogul el 1765. Més al sud es va lliurar la decisiva batalla de Wandiwash en que Sir Eyre Coote va derrotar el francès Lally. Gingi, Arcot i altres fortaleses franceses van caure en mans dels britànics i el maig de 1760 els anglesos estaven em posició d'atacar Pondicherry. Lally va demanar ajut a Haidar Ali però aquest, ocupat al seu propi territori, va poder fer molt poc i Pondicherry es va rendir el gener de 1761. Per la pau de 1763 fou restaurada amb altres possessions als francesos, però el poder francès al sud de l'Índia ja no es va recuperar.
Nizam i marathes van demanar l'aliança britànica contra Haidar Ali. Aquest va aconseguir treura de l'aliança dels marathes i va descendir cap a les possessions britàniques al Carnàtic, però la lluita que va seguir no va tenir resultats decisius i el 1769 es va signar un tractat de pau que restablia l'statu quo anterior amb mútua restitució de conquestes.
El 20 d'octubre de 1774 la presidència va passar a formar part de l'Índia Britànica restant presidència fins al 12 de febrer de 1785 quan es van emetre les regulacions de la Pitt's Indian Act reformant l'administració de l'Índia; llavors la presidència de Madras, amb aquest nom, va passar a ser un govern provincial sota governadors.
El 1780 la guerra amb Haidar Ali va esclatar altra vegada; una vegada més va tenir el suport dels marathes i va descendir cap a les possessions britàniques al Carnàtic el juliol, devastant el país deixant una zona desèrtica a l'entorn de Madras, des de Pulicat al nord a Pondicherry al sud, i estenent-se uns 80 km cap a l'interior.
Warren Hastings, aleshores governador general de Bengala, va enviar a Sir Eyre Coote a Madras amb reforços i la seva habilitat aviat va canviar el signe de la guerra, però foren necessaris tres anys de dura lluita fins que es va concertar la pau el 1784 que altre cop restablia l'statu quo anterior amb mútua restitució de conquestes. Durant les operacions va morir Haidar Ali (1782) i el va succeir el seu fill Tipu Sultan.
La guerra es va reprendre el 1790 quan Tipu Sultan va atacar l'estat de Travancore, aliat britànic. Lord Cornwallis, governador general, va dirigir personalment les operacions; els britànics van tenir l'ajut del nizam i dels marathes i després de dos anys de lluita, la capital de Mysore, Seringapatam, va quedar assetjada i Tipu Sultan va accedir a cedir als seus enemics la meitat dels seus territoris i pagar una indemnització de guerra (3 crores i 30 lakhs de rúpies); els britànics van rebre el territori entorn de Dindigul i els districtes de Salem i Malabar.
Tipu va començar a acostar-se als que havien estat enemics, el nizam i els marathes, i altres aliats britànics, i fins i tot va enviar una ambaixada a Maurici, que aleshores era francesa, demanant l'ajut d'aquestos. Lord Mornington, que era governador general, va veure el perill que això suposava per l'hegemonia britànica i va adoptar mesures avançant cap al sud. El nizam va enviar un contingent als britànics. La resistència de Tipu Sultan fou dèbil, i la fortalesa de Seringapatam fou assaltada el 4 de maig de 1799. Tipu va morir a la lluita i el seu cos fou trobat entre els morts. Un representant de la dinastia hindú Wadiyar a la que Haidar Ali havia usurpat el tron fou restaurat al tron de Mysore, i els territoris de Tipu fora del Mysore propi foren dividits entre els aliats; els britànics van aconseguir Kanara, Coimbatore i el Wynaad.
El mateix any 1799 el raja maratha de Tanjore, per l'ajut rebut per accedir al tron, va executar el tractat quer havia signat i va entregar l'administració de l'estat a la Companyia Britànica de les Índies Orientals a canvi d'un pagament o pensió anual. El 1800 el nizam va cedir territoris a la Companyia a canvi de l'establiment d'una força militar subsidiària que s'havia d'establir als seus dominis per protegir l'estat; aquestos territoris eren els adquirits de Mysore en les particions del 1792 i del 1799 és a dir els districtes de Bellary, Anantapur, Cuddapah, i part de Kurnool, que foren coneguts com a Districtes Cedits.
A Seringapatam es va descobrir el 1799 correspondència compromesa entre Tipu Sultan i el nawab del Carnàtic o d'Arcot, nominal aliat britànic. Després de diverses negociacions el nawab va cedir el govern del seu estat el 1801, si bé va conservar el títol (nawab d'Arcot després príncep d'Arcot), propietats privades i una considerable pensió. El sobirà va gaudir de la consideració de primer noble de la presidència. Amb això la Companyia va obtenir els territoris que van formar per molt de temps la presidència de Madras, quedant només fora una part del districte de Kurnool que estava aleshores en poder d'un nawab que fins al 1800 fou tributari del nizam i llavors va passar a ser tributari de la Companyia Britànica de les Índies Orientals, i els territoris europeus, l'establiment danès centrat a Tranquebar i el francès a Pondicherry. Quan el 1833 el nawab de Kurnool es va revoltar el territori fou confiscat, i annexionat el 1839. Tranquebar i el territori danès fou comprat el 1845.
El 1862 el districte de North Kanara fou transferit a la presidència de Bombai. En endavant no es va produir cap més alteració rellevant. Els territoris en general van quedar pacificats sense gaires problemes, els majors els que van donar els poligars als Districtes Cedits i a l'extrem sud, que van haver de ser sotmesos per la força mitjançant més d'una campanya militar. Als Circars Septentrionals es va produir agitació vers 1836 però fou reprimida. La darrera intervenció militar a la presidència fou la que va sufocar la rebel·lió de les muntanyes Rampa a l'agència de Godavari, el 1879.
El 1920 la província de la Presidència de Madras fou dotada d'un govern responsable. El 20 d'abril de 1946 se li va concedir l'autonomia. El 15 d'agost de 1947 va quedar integrada a l'Índia, formant la província de Madras (estat de Madras el 1950). Va incloure els territoris de l'antiga província però no els estats natius que en depenien els dos principals dels quals van formar la província i després estat de Travancore-Cochin, i la resta es van integrar posteriorment (el 1948). La nova constitució la va convertir en estat el 26 de gener de 1950. Els governadors de la província foren Sir Archibald Edward Nye (del 15 d'agost de 1947 al 7 de setembre de 1948) i Sir Krishnakumarsimhji Bhavsimhji fins al 26 de gener de 1950 (després va seguir com a governador de l'estat).

## Agents de Fort Saint George i factòries britàniques al sud de l'Índia
| Nom                                            | Presa de possessió     | Deix el càrrec         |
| ---------------------------------------------- | ---------------------- | ---------------------- |
| Andrew Cogan                                   | 1 de març, 1640        | 1643                   |
| Francis Day                                    | 1643                   | 1644                   |
| Thomas Ivie                                    | 1644                   | 1648                   |
| Thomas Greenhill                               | 1648                   | 1652                   |
| Aaron Baker (President, independent de Bantam) | 1652                   | 1655                   |
| Thomas Greenhill                               | 1655                   | 1658                   |
| Thomas Chambers (Sir Thomas Chambers)          | 1658                   | 1661                   |
| Sir Edward Winter                              | 1661                   | Agost de 1665          |
| George Foxcraft                                | Agost de 1665          | 16 de setembre de 1665 |
| Sir Edward Winter (segona vegada)              | 16 de setembre de 1665 | 22 d'agost de 1668     |
| George Foxcraft (segona vegada)                | 22 d'agost de 1668     | gener de 1670          |
| Sir William Langhorne                          | gener de 1670          | 27 de gener de 1678    |
| Streynsham Master                              | 27 de gener de 1678    | 3 de juliol de 1681    |
| William Gyfford                                | 3 de juliol de 1681    | 8 d'agost de 1684      |

## Presidènts de Fort Saint George (Madras)
| Nom                                  | Presa de possessió     | Deix el càrrec         |
| ------------------------------------ | ---------------------- | ---------------------- |
| Elihu Yale (primera vegada) (interí) | 8 d'agost de 1684      | 26 de gener de 1685    |
| William Gyfford                      | 26 de gener de 1685    | 25 de juliol de 1687   |
| Elihu Yale (segona vegada)           | 25 de juliol de 1687   | 3 d'octubre de 1692    |
| Nathaniel Higginson                  | 3 d'octubre de 1692    | 7 de juliol de 1698    |
| Thomas Pitt                          | 7 de juliol de 1698    | 18 de setembre de 1709 |
| Gulston Addison                      | 18 de setembre de 1709 | 17 d'octubre de 1709   |
| Edmund Montague (interí)             | 17 d'octubre de 1709   | 14 de novembre de 1709 |
| William Fraser (interí)              | 14 de novembre de 1709 | 11 de juliol de 1711   |
| Edward Harrison                      | 11 de juliol de 1711   | 8 de gener de 1717     |
| Joseph Collett                       | 8 de gener de 1717     | 18 de gener de 1720    |
| Francis Hastings                     | 18 de gener de 1720    | 15 d'octubre de 1721   |
| Nathaniel Elwick                     | 15 d'octubre de 1721   | 15 de gener de 1725    |
| James Macrae                         | 15 de gener de 1725    | 14 de maig de 1730     |
| George Morton Pitt                   | 14 de maig de 1730     | 23 de gener de 1735    |
| Richard Benyon                       | 23 de gener de 1735    | 14 de gener de 1744    |
| Nicholas Morse                       | 14 de gener de 1744    | 10 de setembre de 1746 |

## Governadors francesos
| Nom                                               | Presa de possessió     | Deix el càrrec      |
| ------------------------------------------------- | ---------------------- | ------------------- |
| Bertrand-François Mahé de La Bourdonnais (interí) | 10 de setembre de 1746 | 2 d'octubre de 1746 |
| Jean-Jacques Duval d'Eprémesnil                   | 2 d'octubre de 1746    | agost de 1749       |

## Presidents (de Fort St. David 1746-1749, després de Fort Saint George o Madras)
| Nom                                                                        | Presa de possessió     | Deix el càrrec         |
| -------------------------------------------------------------------------- | ---------------------- | ---------------------- |
| John Hinde                                                                 | 10 de setembre de 1746 | 14 d'abril de 1747     |
| Charles Floyer                                                             | 14 d'abril de 1747     | 19 de setembre de 1750 |
| Thomas Saunders (a Fort David fins al 5 d'abril de 1752, després a Madras) | 19 de setembre de 1750 | 14 de gener de 1755    |
| George Pigot                                                               | 14 de gener de 1755    | 14 de novembre de 1763 |
| Robert Palk                                                                | 14 de novembre de 1763 | 25 de gener de 1767    |
| Charles Bourchier                                                          | 25 de gener de 1767    | 31 de gener de 1770    |
| Josias Dupre                                                               | 31 de gener de 1770    | 2 de febrer de 1773    |
| Alexander Wynch                                                            | 2 de febrer de 1773    | 11 de desembre de 1775 |
| George Pigot (segona vegada)                                               | 11 de desembre de 1775 | 23 d'agost de 1776     |
| George Stratton                                                            | 23 d'agost de 1776     | 31 d'agost de 1777     |
| John Whitehall (interí)                                                    | 31 d'agost de 1777     | 8 de febrer de 1778    |
| Sir Thomas Rumbold                                                         | 8 de febrer de 1778    | 6 d'abril de 1780      |
| John Whitehall (segona vegada, interí)                                     | 6 d'abril de 1780      | 8 de novembre de 1780  |
| Charles Smith (interí)                                                     | 8 de novembre de 1780  | 22 de juny de 1781     |
| George MaCartney, 1r Earl Macartney                                        | 22 de juny de 1781     | 12 de febrer de 1785   |

## Governadors
| Nom                                                                             | Presa de possessió     | Deix el càrrec         |
| ------------------------------------------------------------------------------- | ---------------------- | ---------------------- |
| George MaCartney, 1st Earl Macartney                                            | 12 de febrer de 1785   | 14 de juny de 1785     |
| Alexander Davidson (interí)                                                     | 14 de juny de 1785     | 6 d'abril de 1786      |
| Sir Archibald Campbell                                                          | 6 d'abril de 1786      | 7 de febrer de 1789    |
| John Holland (interí)                                                           | 7 de febrer de 1789    | 13 de febrer de 1790   |
| Edward J.Holland (interí)                                                       | 13 de febrer de 1790   | 20 de febrer de 1790   |
| William Medows                                                                  | 20 de febrer de 1790   | 1 d'agost de 1792      |
| Sir Charles Oakeley                                                             | 1 d'agost de 1792      | 7 de setembre de 1794  |
| Robert Hobart, 4t Earl de Buckinghamshire (baró Hobart)                         | 7 de setembre de 1794  | 21 de febrer de 1798   |
| George Harris, 1r baró Harris (interí)                                          | 21 de febrer de 1798   | 21 d'agost de 1798     |
| Edward Clive, Baró Powis                                                        | 21 d'agost de 1798     | 30 d'agost de 1803     |
| William Henry Cavendish-Bentinck                                                | 30 d'agost de 1803     | 11 de setembre de 1807 |
| William Petrie (interí)                                                         | 11 de setembre de 1807 | desembre de 1808       |
| Sir George Hilario Barlow                                                       | 24 de febrer de 1808   | 21 de maig de 1813     |
| John Abercromby (interí)                                                        | 21 de maig de 1813     | 16 de setembre de 1814 |
| Sir Thomas Munro                                                                | 16 de setembre de 1814 | 10 de juliol de 1827   |
| Henry Sullivan Graeme (interí)                                                  | 10 de juliol de 1827   | 18 d'octubre de 1827   |
| Stephen Rumbold Lushington                                                      | 18 d'octubre de 1827   | 25 d'octubre de 1832   |
| Sir Frederick Adam                                                              | 25 d'octubre de 1832   | 4 de març de 1837      |
| George Edward Russell (interí)                                                  | 4 de març de 1837      | 6 de març de 1837      |
| John Elphinstone, 13è Lord Elphinstone (baró Elphinstone)                       | 6 de març de 1837      | 24 de setembre de 1842 |
| George Hay, 8è Marquès de Tweeddale                                             | 24 de setembre de 1842 | 23 de febrer de 1848   |
| Henry Dickinson (interí)                                                        | 23 de febrer de 1848   | 7 d'abril de 1848      |
| Sir Henry Eldred Pottinger                                                      | 7 d'abril de 1848      | 24 d'abril de 1854     |
| Daniel Eliott (interí)                                                          | 24 d'abril de 1854     | 28 d'abril de 1854     |
| George Francis Robert Harris, 3r Baró Harris                                    | 28 d'abril de 1854     | 28 de març de 1859     |
| Sir Charles Edward Trevelyan                                                    | 28 de març de 1859     | 8 de juny de 1860      |
| William Ambrose Morehead (interí)                                               | 8 de juny de 1860      | 5 de juliol de 1860    |
| Sir Henry George Ward                                                           | 5 de juliol de 1860    | 2 d'agost de 1860      |
| William Ambrose Morehead (segona vegada, interí)                                | 4 d'agost de 1860      | 18 de febrer de 1861   |
| Sir William Thomas Denison                                                      | 18 de febrer de 1861   | 26 de novembre de 1863 |
| Edward Maltby (interí)                                                          | 26 de novembre de 1863 | 18 de gener de 1864    |
| Sir William Thomas Denison (segona vegada)                                      | 18 de gener de 1864    | 27 de març de 1866     |
| Francis Napier, Baró Napier                                                     | 27 de març de 1866     | 19 de febrer de 1872   |
| Alexander John Arbuthnot (interí)                                               | 19 de febrer de 1872   | 15 de maig de 1872     |
| Vere Henry Hobart                                                               | 15 de maig de 1872     | 29 d'abril de 1875     |
| William Rose Robinson (interí)                                                  | 29 d'abril de 1875     | 23 de novembre de 1875 |
| Richard Temple-Nugent-Brydges-Chandos-Grenville, 3r Duc de Buckingham i Chandos | 23 de novembre de 1875 | 20 de desembre de 1880 |
| William Patrick Adam                                                            | 20 de desembre de 1880 | 24 de maig de 1881     |
| William Huddleston (interí)                                                     | 24 de maig de 1881     | 5 de novembre de 1881  |
| Mountstuart Elphinstone Grant Duff                                              | 5 de novembre de 1881  | 8 de desembre de 1886  |
| Robert Bourke, 1r Baró Connemara                                                | 8 de desembre de 1886  | 1 de desembre de 1890  |
| John Henry Garstin                                                              | 1 de desembre de 1890  | 23 de gener de 1891    |
| Bentley Lawley, 3r Baró Wenlock                                                 | 23 de gener de 1891    | 18 de març de 1896     |
| Sir Arthur Elibank Havelock                                                     | 18 de març de 1896     | 28 de desembre de 1900 |
| Arthur Oliver Villiers-Russell, 2n Baró Ampthill                                | 28 de desembre de 1900 | 30 d'abril de 1904     |
| James Thompson (interí)                                                         | 30 d'abril de 1904     | 13 de desembre de 1904 |
| Arthur Oliver Villiers-Russell, 2n Baró Ampthill (segona vegada)                | 13 de desembre de 1904 | 15 de febrer de 1906   |
| Gabriel Stoles (interí)                                                         | 15 de febrer de 1906   | 28 de març de 1906     |
| Sir Arthur Lawley, 6è Baró Wenlock                                              | 28 de març de 1906     | 3 de novembre de 1911  |
| Sir Thomas David Gibson-Carmichael, 1r Baró Carmichael                          | 3 de novembre de 1911  | 30 de març de 1912     |
| Sir Murray Hammick (interí)                                                     | 30 de març de 1912     | 30 d'octubre de 1912   |
| John Sinclair, 1r Baró Pentland                                                 | 30 d'octubre de 1912   | 29 de març de 1919     |
| Sir Alexander Gordon Cardew                                                     | 29 de març de 1919     | 10 d'abril de 1919     |
| Freeman Freeman-Thomas, 1r Marquès de Willingdon                                | 10 d'abril de 1919     | 12 d'abril de 1924     |
| Sir Charles George Todhunter (interí)                                           | 12 d'abril de 1924     | 14 d'abril de 1924     |
| George Joachim Goschen, 2n vescomte Goschen d'Hawkhurst                         | 14 d'abril de 1924     | 29 de juny de 1929     |
| Sir Norman Edward Majoribanks (interí)                                          | 29 de juny de 1929     | 11 de novembre de 1929 |
| Sir George Frederick Stanley                                                    | 11 de novembre de 1929 | 16 de maig de 1934     |
| Mohammad Usman Sahib Bahadur (interí)                                           | 16 de maig de 1934     | 16 d'agost de 1934     |
| Sir George Frederick Stanley (segona vegada)                                    | 16 d'agost de 1934     | 15 de novembre de 1934 |
| Sir John Francis Ashley Erskine, Lord Erskine                                   | 15 de novembre de 1934 | 18 de juny de 1936     |
| Kurma Venkata Reddy Naidu (interí)                                              | 18 de juny de 1936     | 1 d'octubre de 1936    |
| Sir John Francis Ashley Erskine, Lord Erskine (segona vegada)                   | 1 d'octubre de 1936    | 12 de març de 1940     |
| Arthur Oswald James Hope, 2n Baró Rankeillour                                   | 12 de març de 1940     | 26 de febrer de 1946   |
| Sir Henry Foley Knight (interí)                                                 | 26 de febrer de 1946   | 5 de maig de 1946      |
| Sir Archibald Edward Nye                                                        | 5 de maig de 1946      | 15 d'agost de 1947     |

## Ministres responsables
| Nom                                                                            | Presa de possessió     | Deix el càrrec        |
| ------------------------------------------------------------------------------ | ---------------------- | --------------------- |
| Subbarayalu Reddiar (Partit de la Justícia)                                    | 17 de desembre de 1920 | 11 de juliol de 1921  |
| Raja de Panagal (Partit de la Justícia)                                        | 11 de juliol de 1921   | 3 de desembre de 1926 |
| P. Subbarayan (sense partit)                                                   | 3 de desembre de 1926  | 27 d'octubre de 1930  |
| P. Munusamy Naidu (Partit de la Justícia)                                      | 27 d'octubre de 1930   | 4 de novembre de 1932 |
| Ramakrishna Ranga Rao, Raja de Bobbili (Partit de la Justícia)                 | 4 de novembre de 1932  | 4 d'abril de 1936     |
| P.T. Rajan (Partit de la Justícia)                                             | 4 d'abril de 1936      | 24 d'agost de 1936    |
| Ramakrishna Ranga Rao, Raja de Bobbili (Partit de la Justícia) (segona vegada) | 24 d'agost de 1936     | 1 d'abril de 1937     |
| Kurma Venkata Reddy Naidu                                                      | 1 d'abril de 1937      | 14 de juliol de 1937  |
| Chakravarti Rajagopalachari (Partit del Congrés)                               | 14 de juliol de 1937   | 29 d'octubre de 1939  |
| Govern directe del governador                                                  | 29 d'octubre de 1939   | 30 d'abril de 1946    |
| Tanguturi Prakasam (Partit del Congrés)                                        | 30 d'abril de 1946     | 23 de març de 1947    |
| Omandur P. Ramaswami Reddiar (Partit del Congrés)                              | 23 de març de 1947     | 15 d'agost de 1947    |

- Font: Llista de governadors de Madras, per Ben Cahoon

## Arqueologia
S'han trobat abundants restes prehistòrics. Algunes tombes es van descobrir a Adichanallur a Tinnevelly, amb gran riquesa d'objectes. A la vall del Kistna s'han trobat restes budistes destacant la stupa d'Amaravati. Entre les coves i estructures pallaves destaquen les Set Pagodes de Chingleput. Hi ha diversos monuments jains a South Kanara, els temple de Mudbidri i les estàtues colossals de Karkaia i Venur. Els monuments d'estil musulmans són pocs en nombre i de menor importància. Hi ha monuments hinduistes del temps dels chalukya i dels reis d'Orissa especialment als districtes de Bellary i de Ganjam. I els monuments més abundosos són els temples d'estil dravídic dels segles xvi i xvii, com els temples de Madurai, Rameswaram, Tanjore, Conjeeveram, Srirangam, Chidambaram, Tiruvannamalai, Vellore i Vijayanagar. L'arquitectura militar està representada en els forts de Gingi, Vellore, Trichinopoly, Dindigul i Gooty.